# Neudörfl (Burgenland)
Neudörfl (węg. Lajtaszentmiklós, burg.-chorw. Najderflj) – gmina targowa w Austrii, w kraju związkowym Burgenland, w powiecie Mattersburg. Liczy 4,32 tys. mieszkańców (1 stycznia 2014).